# Grewia mildbraedii
Grewia mildbraedii là một loài thực vật có hoa trong họ Cẩm quỳ. Loài này được Burret mô tả khoa học đầu tiên năm 1909.